# Luis Lobo
Luis Lobo (ur. 9 listopada 1970 w Buenos Aires) – argentyński tenisista, reprezentant w Pucharze Davisa, olimpijczyk z Atlanty (1996).

## Kariera tenisowa
Jako singlista Argentyńczyk nie odnosił większych sukcesów. Najlepszym jego wynikiem jest finał zawodów kategorii ATP Challenger Tour w brazylijskim Lins, gdzie w finale przegrał z Nicolásem Pereirą. Najwyżej w klasyfikacji singlistów był na 167. miejscu w październiku 1991 roku.
W rozgrywkach deblowych Lobo odniósł 12 turniejowych zwycięstw rangi ATP World Tour, głównie tworząc parę z Javierem Sánchezem. Ponadto Argentyńczyk był w 8 finałach zawodów ATP World Tour. W zestawieniu deblistów najwyżej był na 12. pozycji w lipcu 1997 roku.
W maju 1998 roku Lobo doszedł do finału wielkoszlemowego Rolanda Garrosa w grze mieszanej. Partnerką deblową Argentyńczyka była Serena Williams, a w pojedynku finałowym przegrali z parą Venus Williams i Justin Gimelstob 4:6, 4:6.
W latach 1995–1998 i 2001 Lobo reprezentował Argentynę w Pucharze Davisa. Rozegrał przez ten okres dla zespołu 12 meczów; w singlu przegrał 1 pojedynek, natomiast w deblu odniósł 8 zwycięstw i 3 porażki.
W 1995 roku Lobo wygrał złoty medal podczas igrzysk panamerykańskich w Mar del Plata w grze podwójnej, startując wspólnie z Javierem Franą.
Lobo wystąpił również w 1996 roku na igrzyskach olimpijskich w Atlancie w konkurencji debla. Odpadł z rywalizacji w 1 rundzie partnerując Javierowi Franie.
W roku 2003 Lobo zakończył karierę tenisową. Od tego czasu zajął się pracą trenerską, współpracując z Marcelem Ríosem, Carlosem Moyą, Juanem Mónaco i Davidem Nalbandianem.

### Finały w turniejach ATP World Tour
| Legenda                                      |
| -------------------------------------------- |
| Wielki Szlem                                 |
| Igrzyska olimpijskie                         |
| Tennis Masters Cup / ATP Finals              |
| ATP Masters Series / ATP Tour Masters 1000   |
| ATP International Series Gold / ATP Tour 500 |
| ATP International Series / ATP Tour 250      |

#### Gra mieszana (0–1)
| Końcowy wynik | Nr | Data           | Turniej            | Nawierzchnia | Partnerka       | Przeciwnicy                     | Wynik finału |
| ------------- | -- | -------------- | ------------------ | ------------ | --------------- | ------------------------------- | ------------ |
| Finalista     | 1. | 6 czerwca 1998 | French Open, Paryż | Ceglana      | Serena Williams | Venus Williams Justin Gimelstob | 4:6, 4:6     |

#### Gra podwójna (12–8)
| Końcowy wynik | Nr  | Data                | Turniej      | Nawierzchnia | Partner           | Przeciwnicy                        | Wynik finału  |
| ------------- | --- | ------------------- | ------------ | ------------ | ----------------- | ---------------------------------- | ------------- |
| Zwycięzca     | 1.  | 9 października 1994 | Ateny        | Ceglana      | Javier Sánchez    | Cristian Brandi Federico Mordegan  | 5:7, 6:1, 6:4 |
| Finalista     | 1.  | 15 stycznia 1995    | Auckland     | Twarda       | Javier Sánchez    | Grant Connell Patrick Galbraith    | 4:6, 3:6      |
| Finalista     | 2.  | 5 marca 1995        | Scottsdale   | Twarda       | Javier Sánchez    | Trevor Kronemann David Macpherson  | 6:4, 3:6, 4:6 |
| Finalista     | 3.  | 30 kwietnia 1995    | Monte Carlo  | Ceglana      | Javier Sánchez    | Jacco Eltingh Paul Haarhuis        | 3:6, 4:6      |
| Finalista     | 4.  | 7 maja 1995         | Monachium    | Ceglana      | Javier Sánchez    | Trevor Kronemann David Macpherson  | 3:6, 4:6      |
| Zwycięzca     | 2.  | 16 lipca 1995       | Gstaad       | Ceglana      | Javier Sánchez    | Arnaud Boetsch Marc Rosset         | 6:7, 7:6, 7:6 |
| Zwycięzca     | 3.  | 27 sierpnia 1995    | Umag         | Ceglana      | Javier Sánchez    | David Ekerot László Markovits      | 6:4, 6:0      |
| Zwycięzca     | 4.  | 21 kwietnia 1996    | Barcelona    | Ceglana      | Javier Sánchez    | Neil Broad Piet Norval             | 6:1, 6:3      |
| Finalista     | 5.  | 5 maja 1996         | Praga        | Ceglana      | Javier Sánchez    | Jewgienij Kafielnikow Daniel Vacek | 3:6, 7:6, 3:6 |
| Zwycięzca     | 5.  | 18 sierpnia 1996    | Umag         | Ceglana      | Pablo Albano      | Ģirts Dzelde Udo Plamberger        | 6:4, 6:1      |
| Zwycięzca     | 6.  | 12 stycznia 1997    | Sydney       | Twarda       | Javier Sánchez    | Paul Haarhuis Jan Siemerink        | 6:4, 6:7, 6:3 |
| Zwycięzca     | 7.  | 9 marca 1997        | Scottsdale   | Twarda       | Javier Sánchez    | Jonas Björkman Rick Leach          | 6:3, 6:3      |
| Zwycięzca     | 8.  | 11 maja 1997        | Hamburg      | Ceglana      | Javier Sánchez    | Neil Broad Piet Norval             | 6:3, 7:6      |
| Zwycięzca     | 9.  | 28 września 1997    | Bukareszt    | Ceglana      | Javier Sánchez    | Hendrik Jan Davids Daniel Orsanic  | 7:5, 7:5      |
| Zwycięzca     | 10. | 2 listopada 1997    | Bogota       | Ceglana      | Fernando Meligeni | Karim al-Alami Maurice Ruah        | 6:1, 6:3      |
| Finalista     | 6.  | 22 lipca 2001       | Amsterdam    | Ceglana      | Àlex Corretja     | Paul Haarhuis Sjeng Schalken       | 4:6, 2:6      |
| Zwycięzca     | 11. | 29 lipca 2001       | Kitzbühel    | Ceglana      | Àlex Corretja     | Simon Aspelin Andrew Kratzmann     | 6:1, 6:4      |
| Finalista     | 7.  | 17 lutego 2002      | Viña del Mar | Ceglana      | Lucas Arnold Ker  | Gastón Etlis Martín Rodríguez      | 3:6, 4:6      |
| Finalista     | 8.  | 14 kwietnia 2002    | Casablanca   | Ceglana      | Martín García     | Stephen Huss Myles Wakefield       | 4:6, 2:6      |
| Zwycięzca     | 12. | 29 września 2002    | Palermo      | Ceglana      | Lucas Arnold Ker  | František Čermák Leoš Friedl       | 6:4, 4:6, 6:2 |